# Doudlevce
Doudlevce – część ustawowego miasta Pilzna, położona w jego w południowej części. Leży na terenie gminy katastralnej Pilzno 2 i Pilzno 3.